# Sarquí
Cayo Sarquí o Isla Sarqui (a veces también denominada solo Sarquí o también antes  Garrapatero) es una de las islas del Mar Caribe que forman parte del Archipiélago Los Roques que pertenece a Venezuela, administrativamente forma parte de las Dependencias Federales y  hasta 2011 de la Autoridad Única de Área de los Roques, año en el cual pasó a formar parte del Territorio Insular Francisco de Miranda.
Sarqui es ideal para deportes como el snorkel y para la observación de peces y tortugas marinas. La isla tiene protección natural del viento por una barrera de manglar.
Sarqui se encuentra al noroeste de Espenquí y noreste de Lanquí y  esta protegida como zona de Ambiente Natural Manejado del Parque nacional Los Roques,